# الضوء الأسود (فلم)
الضوء الأسود (بالإنجليزية: Blacklight) فيلم أكشن أمريكي لعام 2022. من إخراج مارك ويليامز الذي شارك في كتابته الفيلم، من بطولة ليام نيسون في دور عميل في مكتب التحقيقات الفيدرالي يتورط في مؤامرة حكومية؛ كما يشارك في البطولة إيمي رافير لامبمان، وتايلور جون سميث، وأيدان كوين.
أصدرت الفيلم شركة «برايركليف للترفيه» في الولايات المتحدة في 11 فبراير 2022، وحصل على مقالات نقد سلبي من النقاد، وحققت 10 ملايين دولار  مقابل ميزانيته البالغة 43 مليون دولار.

## طاقم التمثيل
- ليام نيسون: في دور ترافيس بلوك[11][12]
- إيمي رافير لامبمان: في دور ميرا جونز
- تايلور جون سميث: في دور داستي كرين
- ايدان كوين: في دور جابرييل روبنسون[13]
- كلير فان دير بوم: في دور أماندا بلوك
- يائيل ستون: في دور هيلين ديفيدسون
- تيم دراكسل: في دور درو هوثورن
- ميلاني يارنسون: في دور صوفيا فلوريس
- أندرو شو: في دور جوردان لوكهارت
- زاك ليمونز: في دور والاس
- جابرييلا سينجوس: في دور ناتالي بلوك
- جورجيا فلود: في دور بيرل
- كارولين برازير: في دور سارة
- ميل يارنسون: في دور صوفيا فلوريس[14]

## أحداث الفيلم
تبدأ الأحداث والناشطة السياسية صوفيا فلوريس (ميل يارنسون) تتحدث في تجمع حاشد في واشنطن العاصمة حول مساواة المرأة والمساواة العرقية. في ذلك المساء، قُتلت صوفيا في حادث صدم متعمد، ويهرب القاتل.
يعمل ترافيس بلوك (ليام نيسون)، من قدامى المحاربين في حرب فيتنام، مع مدير مكتب التحقيقات الفدرالي جابرييل روبنسون (ايدان كوين) كمساعد، ومهمته دائما هي إنقاذ وجلب عملاء فيدراليين في مواقف غير مستقرة أو صعبة. يسعى ترافس للتقاعد وقضاء المزيد من الوقت مع ابنته وحفيدته، لكن روبنسون يتردد في السماح له بالرحيل ويكلفه بمهمة إحضار العميل داستي كرين (تايلور جون سميث) الذي تواصل مع الصحفية ميرا جونز (إيمي رافير لامبمان) مدعياً أن لديه معلومات عن وفاة فلوريس. يعثر بلوك على كرين ويطارد ولكن كرين يهرب لكنه قتل برصاص رجلين.
يلتقى بلوك وجونسون، ويخبره أن كرين ادعى أن لديه معلومات حول عملية سرية للغاية تسمى «مشروع الوحدة»، والتي تقتل مدنيين أبرياء، بما في ذلك فلوريس، ولكن جونسون يدعي البراءة، ويحذر بلوك ألا يعيق طريقه.
تنشر المحررة ميرا جونز قصة من مصادرها عن وفاة كرين الغامضة، وفي غضون ذلك تختفي عائلة بلوك أيضًا، ويفشل في الاتصال بهم أو العثور على مكانهم. تقنع جونز العميل بلوك لمساعدتها في كشف لغز مشروع الوحدة وموت كرين، ويخبرها بلوك أن جونسون لديه مكان آمن به أسرار حكومية في منزله.
يهاجم بلوك بيت مدير مكتب التحقيقات الفدرالي جونز، المشكوك في ضلوعه في أحداث القتل السابقة، ويجبره على فتح الخزنة التي تحتوي على قرص صلب به معلومات حول مشروع الوحدة. يهرب جونسون بمساعدة العديد من العملاء الذين يخوضون معركة بالأسلحة النارية مع بلوك الذي يهزمهم يجبره على الاعتراف بحقيقة «مشروع الوحدة» وتسليم نفسه للسلطات. تكمل المحررة جونز قصتها عن تستر الحكومة، ويلتم شمل بلوك مع عائلته التي تم وضعها في برنامج حماية الشهود، وتعود حياتهم لما كانت عليه.

## الإنتاج والإصدار
بدأ التصوير الرئيسي للفيلم في نوفمبر 2020 في ملبورن، أستراليا، وفي يناير 2021 تم الإعلان عن بدء تصوير مشاهد مطاردة سيارات في كانبرا.
أصدرت شركة «أفلام اوبن رود» وشركة «براير كليف للترفيه» الفيلم في الولايات المتحدة في 11 فبراير 2022، وتم إصدار الفيلم بالفيديو عند الطلب في 3 مارس من نفس العام.

## استقبال الفيلم
صدر «الضوء الأسود» في الولايات المتحدة وكندا، وفي نفس الوقت صدر فيلم «موت على ضفاف النيل» وفيلم «تزوجيني»، وكان من المتوقع أن يصل إلى إجمالي 1 - 5 مليون دولار من 2.772 دار للعرض في عطلة نهاية الأسبوع الافتتاحية. استمر الفيلم في الظهور لأول مرة بمبلغ 3.5 مليون دولار، واحتل المركز الخامس في شباك التذاكر. كان الجمهور الإجمالي خلال افتتاحه 64٪ من الذكور، و 83٪ فوق سن 25، و 58٪ فوق 35، و 35٪ فوق 45. وأظهر التقسيم العرقي للجمهور أن 53٪ من القوقازيين، و 14٪ من الأمريكيين من أصل لاتينى ولاتيني، 15 ٪ أميركيون من أصل أفريقي، و 18 ٪ آسيويون أو غيرهم. احتل الفيلم المركز العاشر في شباك التذاكر في عطلة نهاية الأسبوع الثانية مع 1.7 مليون دولار. لقد خرج من العشرة الأوائل في شباك التذاكر في عطلة نهاية الأسبوع الثالثة بمبلغ 878687 دولارًا.
منح موقع الطماطم الفاسدة الفيلم تقييماً مقداره 3.7/ 10 وكانت التعليقات الموجبة تمثل 8% من إجمالي 91 تعليق للنقاد السينمائيين، وكتب إجماع الموقع: «لا تشاهده»،
منح موقع «ميتاكريتيك» الفيلم تقييماً مقداره 27% بناءاً على آراء 22 ناقداً سينمائياً مما يدل على مقالات غير إيجابية بوجه عام.
منح الجمهور الذين استطلعت آراؤهم شركة «بوست تراك» الفيلم تقييمًا إيجابيًا بنسبة 58٪ ، بينما قال 39٪ أنهم سوف يوصون به بالتأكيد.
كتب جو ليدون من مجلة فارايتي: «إذا تعاملت مع الأمر بتوقعات منخفضة بدرجة كافية، ولديك ذكريات جميلة عن الأعمال الدرامية في السبعينيات والتي من الواضح أنها ألهمت المخرج والكاتب المشارك مارك ويليامز، فقد يكون هذا مناسباً». كتب فرانك شيك من هوليوود ريبورتر: «يفتقر الفيلم إلى مفهوم عالٍ أو شخصية مركزية لا تُنسى، وهو فيلم مؤثر بالأرقام يتأرجح على جاذبية نجمه العاطفية وجاذبيته المنخفضة».

## روابط خارجية
- مقالات تستعمل روابط فنية بلا صلة مع ويكي بيانات